# Stampida
Stampida är en berg- och dalbana i trä, placerad i nöjesparken PortAventura, Spanien. Banan invigdes 17 mars 1997. 

## Om banan
Stampida är något speciell, då den egentligen inte är en, utan två berg- och dalbanor. Banorna löper mer eller mindre sidan om varandra, och har varsin station. Stationerna är placerade bredvid varandra. På den ena banan kör röda tåg, och på den andra blå. Därför kallas denna typ av berg- och dalbana för duellerande, eftersom de tävlar om vem som kommer först runt.